# Christophe Offenstein
Pour les articles homonymes, voir Offenstein.
 (août 2023).
Si vous disposez d'ouvrages ou d'articles de référence ou si vous connaissez des sites web de qualité traitant du thème abordé ici, merci de compléter l'article en donnant les références utiles à sa vérifiabilité et en les liant à la section « Notes et références ».
Christophe Offenstein, né le 24 mars 1962 à Fontenay-aux-Roses (Hauts-de-Seine), est un réalisateur et directeur de la photographie français.

## Biographie
Il commence à travailler dans le cinéma en tant qu'électricien puis chef électricien, opérateur et enfin chef opérateur.
Il travaille avec plusieurs personnalités, dont Guillaume Canet, François Cluzet, Marion Cotillard et Jean-Paul Rouve. Il est nommé au César de la meilleure photographie pour Ne le dis à personne de Guillaume Canet.
Il passe également à la réalisation avec le long métrage En solitaire pour lequel il obtient une nomination pour le César du meilleur premier film en 2014.
En 2016, il remporte le César de la meilleure photographie pour Valley of Love.
Il est le père de Lolita Offenstein, qui est actrice.

## Filmographie

### Directeur de la photographie
- 1998 : Je t'aim de Guillaume Canet (court métrage)
- 2000 : J'peux pas dormir… de Guillaume Canet (court métrage)
- 2002 : Mon idole de Guillaume Canet
- 2003 : Trop plein d'amour de Steve Suissa (téléfilm)
- 2003 : À ce soir de Laure Duthilleul
- 2004 : Le Grand Rôle de Steve Suissa
- 2004 : Tout le plaisir est pour moi d'Isabelle Broué
- 2005 : Edy de Stéphan Guérin-Tillié
- 2005  : Oh my God! de Christophe Offenstein et Serge Gisquière (court métrage)
- 2005 : Cavalcade de Steve Suissa
- 2006 : Ne le dis à personne de Guillaume Canet
- 2006 : La Clef de Guillaume Nicloux
- 2007 : Sans arme, ni haine, ni violence de Jean-Paul Rouve
- 2007 : Pur Week-end d'Olivier Doran
- 2007 : Passe-passe de Tonie Marshall
- 2008 : C'est pour quand ? de Katia Lewkowicz (court-métrage)
- 2008 : Le Siffleur de Philippe Lefebvre
- 2008  : Tirez sur le caviste d'Emmanuelle Bercot (téléfilm)
- 2009  : La Reine des connes de Guillaume Nicloux (téléfilm)
- 2009 : Mes chères études d' Emmanuelle Bercot (téléfilm)
- 2010 : Libre Échange de Serge Gisquière
- 2010 : Il reste du jambon ? de Anne Depétrini
- 2010 : Les Petits Mouchoirs de Guillaume Canet
- 2011 : Et maintenant, on va où ? de Nadine Labaki
- 2012 : Quand je serai petit de Jean-Paul Rouve
- 2013 : Cookie de Léa Fazer
- 2013 : Blood Ties de Guillaume Canet
- 2014 : L'Enlèvement de Michel Houellebecq de Guillaume Nicloux (téléfilm)
- 2015 :  Comment c'est loin d'Orelsan et lui-même
- 2015 : Valley of Love de Guillaume Nicloux
- 2016 : L'En-Vie (court-métrage) d'Aline Gaillot
- 2016 : The End de Guillaume Nicloux
- 2017 : Rock'n Roll de Guillaume Canet
- 2019 : Nous finirons ensemble de Guillaume Canet
- 2019 : Thalasso de Guillaume Nicloux
- 2024 : On fait quoi maintenant ? de Lucien Jean-Baptiste

### Réalisateur
- 2000 : Oh My God! (court métrage)
- 2013 : En solitaire
- 2015 :  Comment c'est loin coréalisé avec Orelsan
- 2015 : Un homme idéal de Yann Gozlan (réalisateur de seconde équipe)[réf. nécessaire]
- 2016 : Xavier (Diamond Deuklo) de Casseurs Flowters (clip)
- 2017 : Défaite de famille de Orelsan (clip)
- 2021 : Montre jamais ça à personne (série télévisée documentaire) coréalisé avec Clément Cotentin
- 2022 : Canailles
- 2024 : Les Cadeaux (avec Raphaële Moussafir)

### Scénariste
- 2013 : En solitaire de lui-même
- 2015 :  Comment c'est loin de lui-même
- 2021 : Cœurs vaillants de Mona Achache

## Distinctions

### Récompenses
- César 2016 : Meilleure photographie pour Valley of Love

### Nominations
- César 2007 : Meilleure photographie pour Ne le dis à personne
- César 2014 : Meilleur premier film pour En solitaire